# Osvaldo Hobecker
Osvaldo Hobecker García (Juan Emilio O'Leary, 23 de abril de 1984) es un futbolista paraguayo. Juega de mediocampista y su equipo actual es el Club Atlético Tembetary de la segunda división de Paraguay.

## Selección nacional
Ha sido internacional con la selección de fútbol de Paraguay en 2 ocasiones sin anotar goles, ambas en partidos amistosos.

## Clubes
| Club                    | País      | Año         | PJ | Goles |
| ----------------------- | --------- | ----------- | -- | ----- |
| Cerro Porteño           | Paraguay  | 2002 - 2007 | 2  | 0     |
| 12 de Octubre           | Paraguay  | 2007 - 2008 | -  | -     |
| Rubio Ñu                | Paraguay  | 2009 - 2011 | 53 | 10    |
| Guaraní                 | Paraguay  | 2011        | 20 | 1     |
| Olimpia                 | Paraguay  | 2012        | 24 | 0     |
| Rubio Ñu                | Paraguay  | 2013        | 52 | 5     |
| Liga de Loja            | Ecuador   | 2014        | 6  | 0     |
| Sportivo San Lorenzo    | Paraguay  | 2015        | 9  | 1     |
| Nacional Potosí         | Bolivia   | 2015        | 19 | 1     |
| General Díaz            | Paraguay  | 2016        | 3  | 0     |
| Guaraní Antonio Franco  | Argentina | 2016 - 2017 |    |       |
| Sportivo Trinidense     | Paraguay  | 2017 -      |    |       |
| Fulgencio Yegros        | Paraguay  | 2018 -      |    |       |
| Club Atlético Tembetary | Paraguay  | 2018 - 2021 |    |       |
| Club Atlético Forestal  | Paraguay  | 2021 -      |    |       |

### Participaciones en Copas Nacionales
| Copa               | País     | Resultado     | Partidos | Goles |
| ------------------ | -------- | ------------- | -------- | ----- |
| Copa Paraguay 2018 | Paraguay | Por confirmar | 0        | 0     |